# William Reddaway
William Fiddian Reddaway (Middleton, Lancashire 2 août 1872 – 31 janvier 1949) est un universitaire et auteur britannique,.

## Biographie
Reddaway fait ses études à la Leys School et au King's College de Cambridge. Il est Fellow du King's à partir de 1897 et tuteur au Fitzwilliam College de 1898 à 1907. Il est également maître de conférences en histoire et directeur des études scandinaves ; et censeur de Fitzwilliam House, Cambridge de 1907 à 1924.
Il aide à l'admission de Subhas Chandra Bose à Cambridge, et ses efforts évitent la perte d'un trimestre pour Bose en raison du retard de son admission. Subhas Bose le consulte avant de démissionner de la fonction publique indienne.

## Publications
- The Monroe Doctrine. The University Press, Cambridge 1898, ( en ligne )
- Frederick the Great and the rise of Prussia. GP Putnam's Sons, New York NY etc. 1904,[9] ( en ligne).
- Introduction to the study of Russian history N° 25, Society for Promoting Christian Knowledge, Londres etc. 1920, (en ligne).
- Marshal Pilsudski Routledge, Londres 1939.
- Modern European history. A general sketch (1492–1924) Arnold, Londres 1924.
- en tant qu'éditeur : Documents of Catherine the Great. The Correspondence with Voltaire, and the Instruction of 1767 in the English text of 1768. Presse universitaire, Cambridge, 1931.
- A History of Europe from 1715 to 1814. Methuen, Londres 1936.
- Problems of the Baltic, Presse universitaire, Cambridge, etc., 1940.
- A History of Europe from 1610 to 1715. Methuen, Londres 1948.